# دنی وریتی
دنی وریتی (انگلیسی: Danny Verity؛ زادهٔ ۱۹ آوریل ۱۹۸۰) بازیکن فوتبال اهل بریتانیا است.
از باشگاه‌هایی که در آن بازی کرده‌است می‌توان به باشگاه فوتبال کرزن اشتون، باشگاه فوتبال برافورد پارک آونیو، باشگاه فوتبال برادفورد سیتی، باشگاه فوتبال گرزلی، و باشگاه فوتبال هروگیت تاون اشاره کرد.